# Зайботенройт
Зайботенройт (нім. Seybothenreuth) — громада в Німеччині, розташована в землі Баварія. Підпорядковується адміністративному округу Верхня Франконія. Входить до складу району Байройт. Складова частина об'єднання громад Вайденберг.
Площа — 17,44 км2. Населення становить 1274 ос. (станом на 31 грудня 2020).

## Галерея

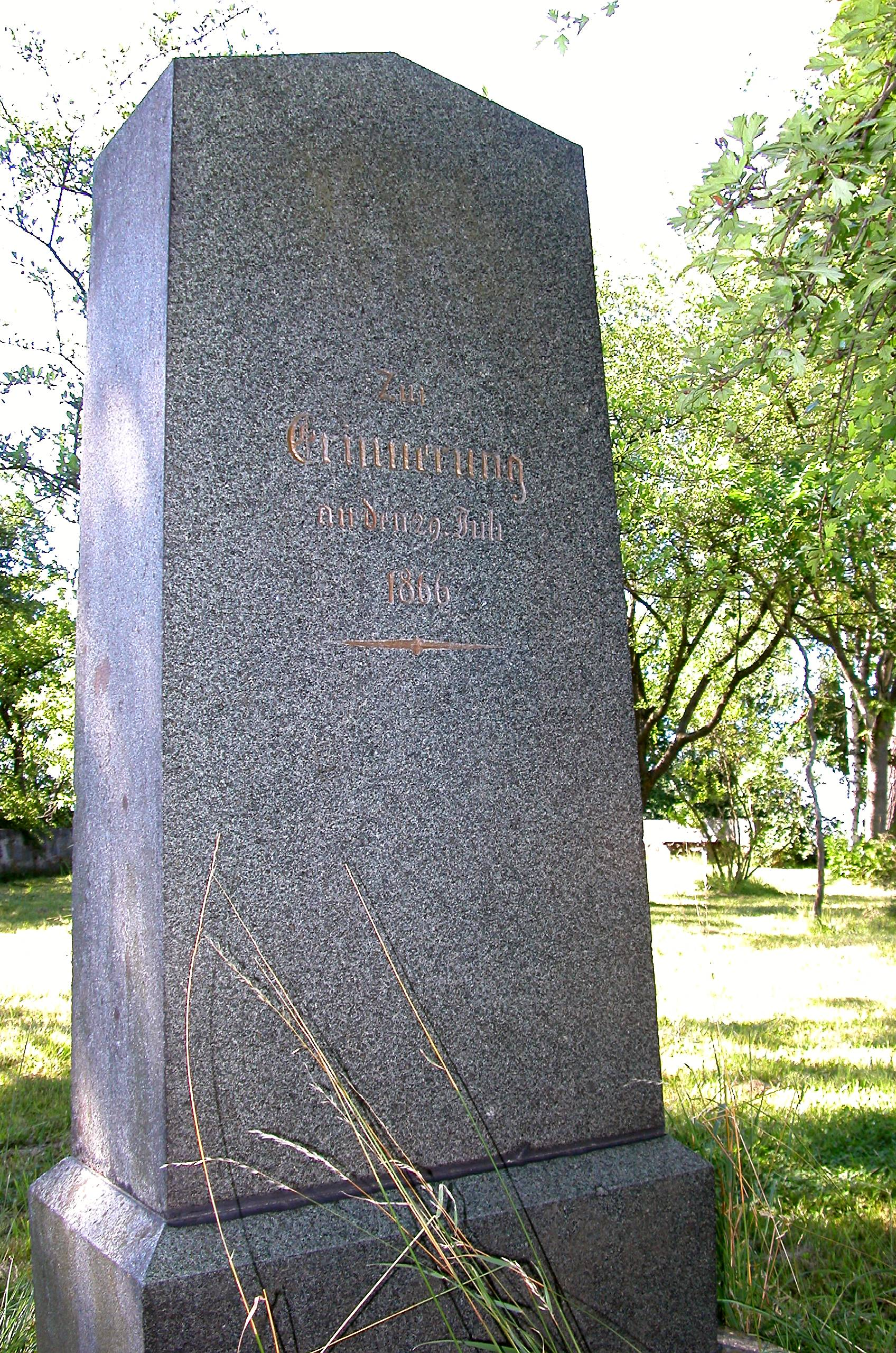